# Liberación de Bulgaria

Un mapa que muestra los territorios del estado vasallo búlgaro que fueron liberados en 1878 y su división ese mismo año luego del Tratado de Berlín.

En la historiografía búlgara, el término Liberación de Bulgaria se usa para describir los acontecimientos de la guerra ruso-turca de 1877-78 que llevaron al restablecimiento de la soberanía búlgara con el Tratado de San Stefano el 3 de marzo de 1878, luego de la conquista total del Segundo Imperio Búlgaro, cuyo fin llegó en 1396. De acuerdo a este tratado, el Imperio otomano perdió una parte considerable de su territorio, cediéndola al estado vasallo de Bulgaria.
En ese mismo año, en el Congreso de Berlín, se aprobó el tratado homónimo, según el cual los territorios del estado búlgaro delimitados en el Tratado de San Stefano se dividieron en tres partes: la primera parte se adjudicó al reducido Estado búlgaro, el Principado de Bulgaria, cuya extensión fue limitada a tan solo Moesia y las áreas colindantes con la capital Sofía; la segunda parte se incluyó en una nueva provincia autónoma del Imperio otomano, Rumelia Oriental; mientras que la tercera y más grande de las tres, que incluía Macedonia y Lozengrado, fue devuelta a los otomanos. Los territorios que fueron tomados por Bulgaria luego del tratado —gran parte de Macedonia, Tracia y otros— de población mayoritariamente búlgara. El 6 de septiembre de 1885, luego de una revolución sin derramamiento de sangre, Rumelia Oriental pasó a formar parte de Bulgaria.
El término, sin embargo, es en parte incorrecto, ya que hace referencia a la liberación de Bulgaria del Imperio otomano, la segunda liberación de Bulgaria. Luego de la conquista del Primer Imperio Búlgaro en 1018, la primera liberación de Bulgaria llevó al establecimiento del Segundo Imperio Búlgaro en 1185 como consecuencia de la Rebelión de Asen y Pedro en contra del Imperio bizantino.
- Datos: Q2023149